# ブレイブソード×ブレイズソウル
『ブレイブソード×ブレイズソウル』（BraveSword X BlazeSoul）は、株式会社グリモアより2015年4月8日に配信されたスマートフォン向けソーシャルゲーム。略称は「ブレ×ブレ」。×を省略して「ブレブレ」と呼ばれることもある。

## 概要
開発・運営を行うグリモアの元・親会社ドリコムのGREE提供フィーチャーフォンゲームアプリ『ソード×ソード』、スマートフォンゲームアプリ『ドラゴン×ドライツェン』の流れを汲む、シリーズの物語を成すアプリの一つで、巨大な鍵ユグドラシルが刺さった魔界を舞台に、主人公たち「魔剣使い」と少女の姿をした兵器「魔剣」が物語を繰り広げるRPG。プレイヤーは主人公の魔剣使いとなり、100種類以上の魔剣を駆使しながら凶悪な敵たちと戦っていく。ただし魔剣は形も様々だが性格も様々、加えて「剣」以外の「武器」の「魔剣」も存在する。

## システム
システムの改良や不具合報告等公式からの連絡事項は"魔剣機関"という公式広報団体より連絡される事になっている。魔剣機関 異界渉外部から『ドラ×ドラ』からの移行特典（特異性魔龍式呪文使用）も認可されている。

### 基本
魔界の治安維持組織"EDEN"から様々なクエストを受け、それをこなしていく事で物語をビジュアルノベルのような感覚で進めて行くRPG。途中で自らを鍛える"ソウル"や魔剣を強化する"魔石"、またヒロイン・リディの記憶に関わるという"記憶結晶"等を集めて行く事で、物語が進行し、自らの使命やヒロインに課せられた宿命等が明らかとなる。またゲーム中の至る所でキャラクターがしゃべりまくる。なお、回想（読み返し）機能があり、読み飛ばしてしまった台詞をもう一度読み返したり、以前の台詞やイベントを見直したりする事が出来る。

### 戦闘
敵モンスターとの戦闘画面では魔剣達は自らの持てる異能を駆使して戦う。この時、異能を強化或いは変容させられる"魔法"も使用可能。戦闘自体はオートバトルだが、プレイヤーは画面下部をタップして防御することができ、 防御中は装備が切り替わることがない。
敵を攻撃したり攻撃を防御できるとゲージがたまり、一定数たまるとブレイズドライブ（必殺技）を発動させることができる。

### 裏シナリオ・裏ショップ
本作には俗に"裏モンスター"と呼ばれる亜種・凶暴種・奇行種モンスターの発生原因の追求に関わるクエスト（裏クエスト）や、闘技場での試合（魔王祭/竜王祭、その他）の裏試合（裏魔王祭/裏竜王祭、その他）等の、通常では発生し得ないイベントや、通常では入手が難しいアイテムを扱う裏ショップも存在する。裏シナリオ・裏ショップの開催は魔剣機関からの公式発表で行われる。

### リセットマラソン(リセマラ)機能
本ゲームには公式にリセットマラソン（リセマラ）機能がある。これは本ゲームがカードゲームである事から、いわゆるマリガン（引き直し）を再現したものである。なお、魔剣機関ではある程度のリセマラは認めているものの、特定条件を満たしてからのリセマラ機能はシステムメニューから削除される旨言及しているので、この機能は入門(チュートリアル)のやり直し等事実上初期にしか使用出来ない。

## 登場人物
主人公
あらゆる魔剣を操る力を持った少年。「魔剣使い」であり、「魔鍵使い」である特異な存在。リディと二人で「あるもの」を探す旅に出ている。路銀が尽きた事から"EDEN"に世話になり出した。
リディ
声：和氣あず未
主人公の相棒である記憶喪失の少女。頭に「もちひつじ」を載せている。主人公のことを「マスター」と呼ぶ。実は謎のアルバイトをいくつかこなしているらしい。
メインストーリー第1部後半で、その正体は「魔剣殺しブリジット」と呼ばれ、あらゆる魔剣を無に帰してその記憶を吸収するが、吸収した魔剣たちの記憶が混ざりあった結果、魔剣たちの負の記憶のみが残り、最終的には魔剣使いや魔王ですら手がつけられない「魔王獣」と呼ばれる異形の化物へ変貌する決して存在してはならない禁忌の魔剣である事が判明する。
もちひつじ
現在では絶滅危惧種となっている魔界に生息する羊に似た小動物で、肌感はモチモチとのこと。鳴き声は「もち」。劇中ではリディが連れている個体しか確認されておらず、リディの個体の大きさがもちひつじの成体であり、リディが頭の上に載せても苦にならないほど体重も軽い。強化素材と共に魔剣を食べさせ、吐き出す事で魔剣の強化・改造を行うが原理は不明。
ルル
声：内匠靖明
"EDEN"に所属する「勇者王」を夢見る少年。主人公と時々衝突するが、尊敬していた勇者マーガレットの正体と彼女を自身の手で止めを刺してから世界に絶望し、自身を「希望王ルル」と名乗り、世界の滅亡を画策する。
ノイズ
声：長縄まりあ
ルルの持つ魔剣。"EDEN"が作った「汎用型エクスカリバー」の失敗作で、正式名称は「偽聖剣エクスカリバー＝ノイズ」。ルルに対して厳しい態度をとるも、相手にされていない。
クランベリー
声：中島沙樹
魔剣の修理を行う魔剣鍛冶病院アスクレピオスの主。
ロルリアンレット
声：加隈亜衣
アリス
声：天海由梨奈

### 魔剣たち
普段は人間態の姿をとっているが、魔剣使いが力を行使する事で剣などの物質として変化する。入手手段はガチャ、メインストーリーやイベントのドロップで入手可能。
魔剣達にはA/AA/S/SSの「ランク」、火/風/水/光/闇/無の「属性」、長剣/大剣/太刀/杖棒/弓矢/連弩/戦斧/騎槍/投擲/拳闘/魔典/大鎌の「種類」がある。ステータスにはHP、LP、MPがあり、戦闘で消費したMPはプレイヤーのスタミナを使って回復、戦闘で受けたHPダメージは自動回復しないので鍛冶病院にて入院させて回復する事ができるが、戦闘不能になって消費したLPは鍛冶病院に魔石エメラルドを渡さないと回復できない。LPが0になり魔核破壊（魔剣にとって死亡と同じ扱い）に陥った場合でも、通常よりも多くの魔石エメラルドを鍛冶病院に渡す事で魔核再生可能だが、今までの強化・改造が初期化されてしまう。
- 名前の前に†のある魔剣は初回登録時入手の魔剣達、‡のある魔剣は物語の始まりと噂される6本のいずれかと思われる魔剣達、名前の後ろに※のある魔剣は事前登録時に入手可能だった魔剣達である。なお、名前の後ろ（:部分）は"言霊乃使"（担当声優）の名前である。

【Aランクの魔剣達の例】
- †ワイルドエッジ:水野マリコ
- †ルーンブレード:山川琴美
- †ブロードソード:有馬ゆう
- イーグルフロウ※:中里望
- クロスボウ※:菅谷弥生
- スノウフェンサー※:ささきのぞみ
- パルチザン※:石川綾乃
- 虎徹※:相沢美衣

【AAランクの魔剣達の例】
- デスサイズ※:山川琴美
- チェーンソウ※:村川梨衣
- 風魔手裏剣※:小澤亜李
- ‡タスラム:高橋未奈美
- ガ・ジャルグ:木村珠莉
- デュランダル:木村珠莉
- ハッピーアクアリウム※:鈴木絵理
- ティルフィング:種﨑敦美
- ワイバーン:種﨑敦美
- ネザードワーフ:木村珠莉

【Sランクの魔剣達の例】
- 魔剣グラム:日高 里菜
- 魔天猫ルコ:田中あいみ
- ミーティア:春瀬なつみ
- ‡ネクロノミコン:浜崎奈々
- ‡ルールメイカー:田口宏子
- ‡ヴァルプルギス:村川梨衣
- ‡グラーシーザ:佐藤利奈
- ‡リヴァイアサン:木村珠莉
- ‡レヴァンティン:綾瀬有
- ‡ミストルテイン※:ささきのぞみ
- ぎんいろ:山下七海
- ヘカトンケイル:清都ありさ
- バールのようなもの:末柄里恵

【SSランクの魔剣達の例】
- オーア=ドラグ:山下七海
- フツノミタマ=小怺:安齋由香里

## TVCM
2015年6月15日から、TOKYO MXにて一日一回7種類全14回の放送から始まった。その後7月16日からyoutubeにて公式チャンネルが公開され、更に9月16日から29回、またサンテレビにて2016年6月12日から4回放送され、更にMXでも7月15日から全21種類が放送されている。主に深夜のテレビアニメが終了した直後に流れる。また、2016年11月現在では公式youtubeチャンネルで以下の19種類が全種類視聴可能。基本的に社章と「グリモア」のサウンドアイコンから始まり、作品名をもって終わる。なお、全ての動画にはTVだけではわからない担当声優名も含めた題名が付けられており、この動画から公式アプリアイコンや公式Twitterアイコンの魔剣も各々判明している。
- 動画の名前の前の英字は魔剣のランクを表す。

### 2015年6月15日からの登場魔剣達
S《ミストルテイン編》(CV:ささきのぞみ)
S《セスタス編》(CV:長縄まりあ)
S《サジタリア編》(CV:村川梨衣)
S《マビノギオン編》(CV:荒川美穂)
S《ルールメイカー編》(CV:田口宏子)
AA《風魔手裏剣編》(CV:小澤亜李)
AA《マグロ編》(（CV:中島沙樹)

### 2016年7月15日から登場の新規追加魔剣達
S《バールのようなもの編》(CV:末柄里恵)
S《ディルンウィン編》(CV:和氣あず未)
SS《カラドボルグ=エア編》(CV:立花理香)
S《フライパン編》(CV:山岡ゆり)
AA《フレイムタン編》(CV:原嶋あかり)
S《ミョルニル編》(CV:高野麻里佳)
S《ジャガーノート編》(CV:三森すずこ)
S《パイ＆シーズ編》(CV:佳村はるか)
S《ぎんいろ編》(CV:山下七海)
S《ネクロノミコン編》(CV:浜崎奈々)
S《レヴァンテイン編》(CV:綾瀬有)
S《メイプルシャフト編》(CV:大橋彩香)

## 4コマ漫画
公式サイトに世界観の説明やお得なネタ等を紹介する、とく村長作の4コマ漫画『四解文書』が公開されている。軽妙洒脱な作風で面白可笑しく本作世界を紹介する。前2シリーズのキャラも登場している。なお、公式サイトトップでは、『公式サポートマンガ がんばれリディちゃん♡のコーナー』として紹介されている

## TCG
2016年10月20日、株式会社ムービックよりteam.SILVER BLITZブランドからTCGシリーズ『Lycee Overture』に参戦する事が発表された。公式ティザーサイトは2016年12月1日に公開される。プレサイトではティザーサイトへのカウントダウンを表示している。

## ラジオ
グリモアpresents ブレ×ブレ ラジオのようなもの
文化放送にて2017年7月8日より放送中。毎週土曜日放送の「A&G TRIBAL RADIO エジソン」のフロート番組。放送開始から2025年3月29日までは超!A&G+にて同時配信され、2025年4月5日からはQloveR内の「超!A&G+チャンネル」でも同時配信されている。翌金曜日にAG-ON Premiumにてアーカイブ配信されている。
パーソナリティ
- 末柄里恵（2017年7月8日 - 2025年6月28日）